# Schalbai Qulmachanow
Schalbai Qulmachanuly Qulmachanow (kasachisch Шалбай Құлмаханұлы Құлмаханов, russisch Шалбай Кулмаханович Кулмаханов; * 20. Januar 1946 in Kuigan, Kasachische SSR) ist ein kasachischer Geschäftsmann und ehemaliger Politiker.

## Leben
Schalbai Qulmachanow wurde 1946 geboren. Er studierte am Polytechnischen Institut in Alma-Ata, wo er 1969 seinen Abschluss machte. 1984 absolvierte er die Parteihochschule der Kommunistischen Partei.
Nach seinem Abschluss am Polytechnischen Institut arbeitete er zwischen 1969 und 1982 zunächst in der Bauwirtschaft. Anschließend wurde er Vorstand der Verwaltung des Stadtbezirkes Auesowski der Stadt Alma-Ata und 1985 war er stellvertretender Vorsitzender des Stadtrates von Alma-Ata. Zwischen 1985 und 1988 war er erster Sekretär des Bezirkskomitees der Kommunistischen Partei Kasachstans des Stadtbezirks Alatau. Von 1989 bis 1992 war er Leiter der Verwaltung der Oblast Nordkasachstan. Nach der Unabhängigkeit Kasachstans war er zwischen Februar 1992 und Oktober 1993 Leiter der Regionalverwaltung des Gebietes Aktjubinsk und von Oktober 1993 bis Juni 1994 war der Staatsrat der Republik Kasachstan. Im Juni 1994 wurde er dann Bürgermeister von Almaty. Diesen Posten behielt er bis Juni 1997, bevor er Vorsitzender des Ausschusses für Notsituationen, und anschließend Vorsitzender der Agentur für Notsituationen Kasachstans wurde. Von Mai 2001 bis August 2005 war Qulmachanow Äkim (Gouverneur) des Gebietes Almaty. Am 11. August 2005 wurde er im Kabinett von Premierminister Danial Achmetow Mitglied der kasachischen Regierung. Den Posten des Ministers für Notsituationen bekleidete er bis zum 11. Januar 2007.